# Дирченко Віктор Іванович
Віктор Іванович Дирченко (18 березня 1928, місто Козятин, тепер Вінницької області — 22 жовтня 2013) — радянський діяч, начальник Латвійського морського пароплавства. Депутат Верховної ради Латвійської РСР 10—11-го скликань. Член ЦК КП Латвії в 1981—1990 роках.

## Життєпис
У 1952 році закінчив Одеський інститут інженерів морського флоту.
З 1952 по 1958 рік працював на різних посадах у Вентспілському морському торговому порту Латвійської РСР.
Член КПРС з 1956 року.
З 1958 року — начальник відділу, заступник начальника Латвійського морського пароплавства. Декілька років працював на Кубі, надавав технічну допомогу морським транспортникам Республіки Куба.
У 1970—1974 роках — начальник агентства Всесоюзного об'єднання «Радінфлот» у Мадриді (Іспанія).
У 1974—1976 роках — заступник начальника, У 1976—1987 роках — начальник Латвійського морського пароплавства. Президент асоціації радянських судновласників.
З 1987 року — генеральний директор спільної компанії «Трансуорлд», в 1990—1995 роках — голова Ради директорів компанії «Allied Stevedores» (Антверпен, Нідерланди). 
Помер 22 жовтня 2013 року.

## Нагороди
- орден Жовтневої Революції (1981)
- орден «Знак Пошани» (1966)
- медалі
- Заслужений працівник транспорту Латвійської РСР